# Преславці
Пресла́вці (болг. Преславци) — село в Силістринській області Болгарії. Входить до складу общини Тутракан.

## Населення
За даними перепису населення 2011 року у селі проживали 493 особи, з них 492 особи (99,8%) — турки.
Розподіл населення за віком у 2011 році:
Динаміка населення: